# Maxim Grishin
Maxim Anthony Grishin (Viazma, Rusia, 2 de mayo de 1984) es un artista marcial mixto ruso que compite en la división de peso semipesado de Ultimate Fighting Championship.

## Carrera en artes marciales mixtas

### Inicios
Compite en la división de los peso pesado, a pesar de que pesa alrededor de 220 libras, apenas 15 libras por encima del límite de peso semipesado. Por lo tanto se lo considera un peso pesado pequeño, aunque tiene una gran capacidad de pegada.
Se entrena en el Red Devil Sport Club el centro de entrenamiento de Fedor Emelianenko y de otros grandes luchadores rusos. Como parte del Red Devil Sport Club, también ha entrenado en Stary Oskol en el Palacio de Deportes de San Alejandro Nevsky. En la preparación para su pretendido combate por el Campeonato de M-1 Global contra Guram Gugenishvili, entrenó con Kirill Sidelnikov, Dmitry Samoilov, Viktor Nemkov y Alexei Nazarov.  Lamentablemente, se vio obligado a retirarse del combate por una lesión de rodilla que se produjo durante un campeonato nacional de lucha cuerpo a cuerpo en Ufá. En consecuencia, el campeón de M-1 Global Americas, Kenny Garner, obtuvo la oportunidad de desafiar a Gugenishvili por el Campeonato de Peso Pesado de M-1.
Debutó como profesional de las artes marciales mixtas contra Gela Getsadze en el World Pankration Championship. Tras recorrer la distancia de dos asaltos, fue declarado ganador por decisión unánime. Sin embargo, esa misma noche, el as del judo Baga Agaev utilizó una barra de brazo para obligarlo a someterse a los 47 segundos de su combate.

### M-1 Global
Se unió a M-1 Global en 2009, consiguiendo una victoria por TKO en su primer combate en marzo de ese año Faced Joaquim Ferreira en Brasil poco después, pero perdió por sumisión. Sufrió una nueva derrota a manos de Shane del Rosario en Corea del Sur, derrotado por TKO en sólo 21 segundos.
Tras otras dos victorias en la organización M-1 Global, se presentó a la promoción Konfrontacja Sztuk Walki en KSW 12, donde se enfrentó a Dawid Baziak. Perdió el combate por decisión unánime. Al volver a la organización M-1, se unió a su torneo de Europa del Este. Su primer combate fue contra Gadzhimurad Nurmagomedov, al que derrotó por TKO en el primer asalto para pasar a la semifinal. Allí se enfrentó a Arsen Abdulkerimov, y volvió a ganar por TKO para llegar a la final.
En la final, tuvo que enfrentarse a su compañero de entrenamiento Aleksandr Vólkov. Ganó el combate por sumisión en el primer asalto. En consecuencia, se convirtió en el Campeón de Europa Oriental de Peso Pesado de M-1 Global. Como campeón de Europa del Este, estaba previsto que se enfrentara a Guram Gugenishvili, el campeón de Europa Occidental, por el inaugural Campeonato Mundial de Peso Pesado de M-1. Sin embargo, un mes antes del combate, se retiró con una lesión en la rodilla, lo que dio al campeón de M-1 Selection Americas, Kenny Garner, la oportunidad de disputar el título.
Se enfrentó a Joachim Christensen el 16 de mayo de 2012 en М-1 Challenge 32. Ganó el combate por decisión unánime, y debía enfrentarse al Campeón de Europa Occidental Guram Gugenishvili por el Campeonato de Peso Pesado de M-1 Global hasta que una lesión en la rodilla lo obligó a retirarse.

### Fight Nights
Se enfrentó a Rameau Thierry Sokoudjou el 23 de febrero de 2013 en Fight Nights 10. Ganó el combate por decisión dividida.
Se enfrentó a Trevor Prangley, el 30 se septiembre de 2014 en Fight Nights: Battle of Moscow 17. Ganó el combate por TKO en el segundo asalto.

### Professional Fighters League
Hizo su debut en la PFL el 21 de junio de 2018 en PFL 2 contra Jason Butcher. Ganó el combate en el primer asalto después de que Butcher se lesionara el tobillo y el pie tras caerse.
Luego se enfrentó a Rakim Cleveland el 2 de agosto de 2018 en PFL 5. Ganó el combate por sumisión en el segundo asalto.
Tras ganar sus dos combates, avanzó a los cuartos de final, donde se enfrentó a Smealinho Rama el 13 de octubre de 2018 en PFL 9. El combate terminó en un empate por mayoría tras dos asaltos. Sin embargo, Rama avanzó más en el torneo a través del desempate de la primera ronda, en el que el ganador de la primera ronda avanza más.
Apareció en la siguiente temporada, marcando la ocasión al enfrentarse al exluchador de UFC Jordan Johnson el 6 de junio de 2019 en PFL 3. Ganó el combate por decisión unánime.
Se enfrentó a Mikhail Mokhnatkin el 8 de agosto de 2019 en la PFL 6. Ganó el combate por KO en el primer asalto.
Habiendo ganado los dos primeros combates de esta temporada al igual que la anterior, tuvo una revancha contra Jordan Johnson en los cuartos de final el 31 de octubre de 2019 en PFL 9. Al igual que la temporada pasada, empataría con su oponente y sería eliminado a través del desempate de la primera ronda.

### Ultimate Fighting Championship
Debutó en la UFC contra Marcin Tybura el 11 de julio de 2020 en UFC 251. Perdió el combate por decisión unánime.
Se enfrentó a Gadzhimurad Antigulov el 18 de octubre de 2020 en UFC Fight Night: Ortega vs. The Korean Zombie. Ganó el combate por TKO en el segundo asalto.
Se enfrentó a Dustin Jacoby el 27 de febrero de 2021 en UFC Fight Night: Rozenstruik vs. Gane. En el pesaje, pesó 210.5 libras, cuatro libras y media por encima del límite de peso semipesado de 206 libras. Su combate se desarrolló con un peso de captura y se le impuso una multa del 30% de su bolsa individual, que fue a parar a manos de Dustin. Perdió el combate por decisión unánime.
Se esperaba que se enfrentara a Ovince Saint Preux el 26 de junio de 2021 en UFC Fight Night: Gane vs. Volkov. Sin embargo, se retiró del combate por problemas de visa y fue sustituido por Tanner Boser en un combate de peso pesado.
Se esperaba que se enfrentara a Ed Herman el 12 de febrero de 2022 en UFC 271. Sin embargo, Herman se retiró del combate y fue sustituido por William Knight. En el pesaje, Knight pesó 218 libras, 12 libras por encima del límite de peso semipesado, marcando la mayor falta de peso en la historia de la UFC. Como resultado, el combate fue cambiado a peso pesado y Knight fue multado con el 40% de su bolsa, que fue a parar a Grishin. Ganó el combate por decisión unánime.
Se esperaba que se enfrentara a Jailton Almeida el 21 de mayo de 2022 en UFC Fight Night: Holm vs. Vieira. Sin embargo, se retiró por razones no reveladas a finales de abril. Almeida decidió subir al peso pesado y se enfrentó a Parker Porter.
Se esperaba que se enfrentara a Philipe Lins el 1 de octubre de 2022 en UFC Fight Night: Dern vs. Yan. A pesar de que ambos hombres alcanzaron peso, el combate se canceló mientras el evento estaba en marcha debido a un problema médico no revelado.

## Campeonatos y logros

### Artes marciales mixtas
- World Fighting Championship Akhmat
  - Campeonato de Peso Semipesado de la WCFA (una vez)

- M-1 Global
  - Campeonato de Europa del Este M-1 Selection 2010

### Combate cuerpo a cuerpo
- Russian Union of Martial Arts
  - Campeón nacional ruso de combate cuerpo a cuerpo

## Récord en artes marciales mixtas
| Resultado | Récord | Oponente                 | Método                                 | Evento                                              | Fecha                    | Ronda | Tiempo | Localización                | Notas                                                                         |
| --------- | ------ | ------------------------ | -------------------------------------- | --------------------------------------------------- | ------------------------ | ----- | ------ | --------------------------- | ----------------------------------------------------------------------------- |
| Victoria  | 32-9-2 | William Knight           | Decisión (unánime)                     | UFC 271                                             | 12 de febrero de 2022    | 3     | 5:00   | Houston, Texas              | Combate de peso pesado; Knight no alcanzó el peso (218 libras).               |
| Derrota   | 31-9-2 | Dustin Jacoby            | Decisión (unánime)                     | UFC Fight Night: Rozenstruik vs. Gane               | 27 de febrero de 2021    | 3     | 5:00   | Las Vegas, Nevada           | Combate de peso acordado (210.5 libras); Grishin no alcanzó el peso.          |
| Victoria  | 31-8-2 | Gadzhimurad Antigulov    | TKO (puñetazos)                        | UFC Fight Night: Ortega vs. The Korean Zombie       | 17 de octubre de 2020    | 2     | 4:58   | Abu Dhabi                   |                                                                               |
| Derrota   | 30-8-2 | Marcin Tybura            | Decisión (unánime)                     | UFC 251                                             | 12 de julio de 2020      | 3     | 5:00   | Abu Dhabi                   | Combate de peso pesado.                                                       |
| Empate    | 30-7-2 | Jordan Johnson           | Empate (mayoritario)                   | PFL 9                                               | 31 de octubre de 2019    | 2     | 5:00   | Las Vegas, Nevada           | Combate de cuartos de final de peso semipesado de PFL 2019.                   |
| Victoria  | 30-7-1 | Mikhail Mokhnatkin       | KO (puñetazo)                          | PFL 6                                               | 8 de agosto de 2019      | 1     | 0:48   | Atlantic City, Nueva Jersey |                                                                               |
| Victoria  | 29-7-1 | Jordan Johnson           | Decisión (unánime)                     | PFL 3                                               | 6 de junio de 2019       | 3     | 5:00   | Long Island, Nueva York     |                                                                               |
| Empate    | 28-7-1 | Smealinho Rama           | Empate (mayoritario)                   | PFL 9                                               | 13 de octubre de 2018    | 2     | 5:00   | Long Beach, California      | Combate de cuartos de final de peso semipesado de PFL 2018.                   |
| Victoria  | 28-7   | Rakim Cleveland          | Sumisión (estrangulamiento por detrás) | PFL 5                                               | 2 de agosto de 2018      | 2     | 4:03   | Long Island, Nueva York     |                                                                               |
| Victoria  | 27-7   | Jason Butcher            | TKO (lesión en la pierna)              | PFL 2                                               | 21 de junio de 2018      | 1     | 1:41   | Chicago, Illinois           |                                                                               |
| Victoria  | 26-7   | Leonardo Guimarães       | Decisión (unánime)                     | WFCA 45                                             | 24 de febrero de 2018    | 3     | 5:00   | Grozni                      | Ganó el Campeonato de Peso Semipesado de la AFC.                              |
| Victoria  | 25-7   | Dirlei Broenstrup        | Decisión (unánime)                     | WFCA 42: Malyutin vs Jacarezinho                    | 27 de septiembre de 2017 | 3     | 5:00   | Moscú                       |                                                                               |
| Victoria  | 24-7   | Matej Batinić            | KO (patada en la cabeza)               | Akhmat Fight Show 34: Battle in Moscow              | 25 de febrero de 2017    | 3     | 2:43   | Moscú                       |                                                                               |
| Derrota   | 23-7   | Magomed Ankalaev         | TKO (puñetazos)                        | Akhmat Fight Show 30: Grand Prix Akhmat 2016 Finals | 4 de octubre de 2016     | 4     | 1:13   | Grozni                      | Por el vacante Campeonato de Peso Semipesado de la AFC.                       |
| Victoria  | 23-6   | Maxim Futin              | Decisión (unánime)                     | Akhmat Fight Show 23: Grand Prix Akhmat 2016        | 11 de junio de 2016      | 3     | 5:00   | Grozni                      |                                                                               |
| Victoria  | 22-6   | Marcin Łazarz            | Decisión (unánime)                     | Akhmat Fight Show 18: Grand Prix Akhmat 2016        | 9 de abril de 2016       | 3     | 5:00   | Grozni                      |                                                                               |
| Victoria  | 21-6   | Joaquim Ferreira         | TKO (puñetazos)                        | WFCA 9: Grozny Battle 6                             | 4 de octubre de 2015     | 3     | 3:06   | Grozni                      | Combate de peso acordado (212 libras).                                        |
| Victoria  | 20-6   | Malik Merad              | Sumisión (estrangulamiento por detrás) | WFCA 3: Grozny Battle 3                             | 13 de junio de 2015      | 1     | 4:43   | Grozni                      |                                                                               |
| Victoria  | 19-6   | Dorian Ilić              | Sumisión (estrangulamiento del brazo)  | WFCA 1: Grozny Battle 1                             | 14 de marzo de 2015      | 1     | 3:15   | Grozni                      |                                                                               |
| Victoria  | 18-6   | Trevor Prangley          | TKO (puñetazos)                        | Fight Nights Global 27: Battle Of Moscow 17         | 30 de septiembre de 2014 | 2     | 2:04   | Moscú                       | Combate de peso acordado (209 libras); Grishin no alcanzó el peso.            |
| Victoria  | 17-6   | Rodney Wallace           | Decisión (dividida)                    | Driven MMA: One                                     | 1 de marzo de 2014       | 3     | 5:00   | Canton, Ohio                |                                                                               |
| Victoria  | 16-6   | Mário Miranda            | Decisión (unánime)                     | Fight Nights Global 20: Battle Of Moscow 13         | 27 de octubre de 2013    | 3     | 5:00   | Moscú                       | Combate de peso acordado (207.5 libras); Grishin no alcanzó el peso.          |
| Victoria  | 15-6   | Ray López                | Sumisión (estrangulamiento por detrás) | NAAFS: Fight Night in the Flats 9                   | 1 de junio de 2013       | 1     | 4:25   | Cleveland, Ohio             |                                                                               |
| Victoria  | 14-6   | William Hill             | TKO (puñetazos)                        | NAAFS: Caged Vengeance 12                           | 20 de octubre de 2012    | 1     | 3:57   | Streetsboro, Ohio           |                                                                               |
| Victoria  | 13-6   | Joachim Christensen      | Decisión (unánime)                     | M-1 Challenge 32                                    | 16 de mayo de 2012       | 3     | 5:00   | Moscú                       | Regreso al peso pesado.                                                       |
| Derrota   | 12-6   | Kenny Garner             | TKO (sumisión a puñetazos)             | M-1 Challenge 27                                    | 14 de octubre de 2011    | 5     | 4:07   | Phoenix, Arizona            | Por el Campeonato Interino de Peso Pesado de M-1 Global.                      |
| Victoria  | 12-5   | Júlio Cézar de Lima      | TKO (puñetazos)                        | League S-70: Rusia vs. Brasil                       | 5 de agosto de 2011      | 1     | 1:22   | Sochi                       |                                                                               |
| Victoria  | 11-5   | Alan Sobanov             | KO (puñetazo)                          | SMMAI: Tornado                                      | 8 de julio de 2011       | 1     | 3:30   | Sochi                       |                                                                               |
| Victoria  | 10-5   | Samir Akhmetov           | TKO (puñetazos)                        | Sochi MMA International                             | 5 de julio de 2011       | 1     | 1:43   | Sochi                       |                                                                               |
| Victoria  | 9-5    | Stanislav Mirzamagomedov | Sumisión (barra de brazo)              | MFT: Fedor Emelianenko Cup                          | 22 de mayo de 2011       | 1     | 2:32   | Nizhni Nóvgorod             |                                                                               |
| Victoria  | 8-5    | Vladimir Kuchenko        | TKO (patada y puñetazos)               | M-1 Challenge 25                                    | 28 de abril de 2011      | 3     | 3:14   | San Petersburgo             |                                                                               |
| Derrota   | 7-5    | Guram Gugenishvili       | Sumisión (estrangulamiento por detrás) | M-1 Challenge 23                                    | 5 de marzo de 2011       | 1     | 3:38   | Moscú                       | Por el Campeonato Mundial de Peso Pesado de M-1 Global.                       |
| Victoria  | 7-4    | Aleksandr Vólkov         | Sumisión (estrangulamiento por detrás) | M-1 Selection 2010: Eastern Europe Finals           | 22 de julio de 2010      | 1     | 2:39   | Moscú                       | Ganó el torneo de peso pesado de M-1 Global del Este de Europa.               |
| Victoria  | 6-4    | Arsen Abdulkerimov       | TKO (puñetazos)                        | M-1 Selection 2010: Eastern Europe Round 3          | 28 de mayo de 2010       | 1     | 1:52   | Kiev                        | Semifinal del torneo de peso pesado de M-1 Global del Este de Europa.         |
| Victoria  | 5-4    | Gadzhimurad Nurmagomedov | TKO (puñetazos)                        | M-1 Selection 2010: Eastern Europe Round 2          | 10 de abril de 2010      | 1     | 2:05   | Kiev                        | Ronda de apertura del torneo de peso pesado de M-1 Global del Este de Europa. |
| Derrota   | 4-4    | Dawid Baziak             | Decisión (unánime)                     | KSW 12                                              | 11 de diciembre de 2009  | 3     | 3:00   | Varsovia                    |                                                                               |
| Victoria  | 4-3    | Levan Persaev            | TKO (rodillazo)                        | M-1 Challenge 20: 2009 Finals                       | 3 de diciembre de 2009   | 1     | 1:56   | San Petersburgo             |                                                                               |
| Victoria  | 3-3    | Dmitry Zabolotny         | TKO (puñetazos)                        | M-1 Challenge: 2009 Selections 7                    | 3 de octubre de 2009     | 1     | N/A    | Moscú                       |                                                                               |
| Derrota   | 2-3    | Shane del Rosario        | TKO (puñetazos)                        | M-1 Challenge 17                                    | 4 de julio de 2009       | 1     | 0:21   | Seúl                        |                                                                               |
| Derrota   | 2-2    | Joaquim Ferreira         | Sumisión (estrangulamiento norte-sur)  | M-1 Challenge 15                                    | 9 de mayo de 2009        | 1     | 3:57   | São Paulo                   | Regreso al peso pesado.                                                       |
| Victoria  | 2-1    | Magomed Umarov           | TKO (puñetazos)                        | M-1 Challenge: 2009 Selections 1                    | 13 de marzo de 2009      | 1     | N/A    | San Petersburgo             | Debut en el peso semipesado.                                                  |
| Derrota   | 1-1    | Baga Agaev               | Sumisión (barra de brazo)              | WAFC: World Pankration Championship 2008            | 24 de mayo de 2008       | 1     | 0:47   | Krai de Jabárovsk           |                                                                               |
| Victoria  | 1-0    | Gela Getsadze            | Decisión (unánime)                     | WAFC: World Pankration Championship 2008            | 24 de mayo de 2008       | 2     | 5:00   | Krai de Jabárovsk           | Debut en el peso pesado.                                                      |